# Sarothrura
Sarothrura és un gènere de petites aus tradicionalment classificades a la família dels ràl·lids (Rallidae), però amb les quals, modernament, s'ha fet una família diferent: Sarothrutidae. Està format per diverses espècies distribuïdes per la zona afrotròpica, inclosa Madagascar.

## Morfologia
Ocells semblants a rasclets (que és el nom vulgar que en general se'ls aplica), malgrat que més acolorits. Totes les espècies, excepte S. ayresi, presenten dimorfisme sexual en el plomatge, però no en la grandària. Ocells molt tímids i difícils d'observar.

## Hàbitat
La major part de les espècies viuen en pantans i praderies humides, però també hi ha espècies com S. pulchra i S. elegans que ho fan en zones forestals denses. Una espècie, S. boehmi és migratòria i també altres podrien ser-ho com S. pulchra que pot passar l'hivern en Àfrica del Sud i reproduir-se en Etiòpia, malgrat que aquests moviments estan poc estudiats.

## Reproducció
Es desconeix el comportament reproductiu de moltes de les espècies, tot i que es coneix que algunes crien en l'estació de pluges. Totes són molt cridaneres en l'època de cria, amb repertoris vocals que inclouen duets. Els ous de totes les espècies estudiades són blancs, color gens usual entre els ràl·lids. Els pollets naixen coberts de plomissa negra i obtenen el color d'adult en poc temps. Tots dos pares tenen cura dels pollets.

## Taxonomia
Situats en la major part de les classificacions a la família dels ràl·lids, en 2008 es va crear amb ells una família pròpia (Sarothruridae), arran importants anàlisis genètiques. S'han diferenciat nou espècies:
- rasclet estriat (Sarothrura affinis).
- rasclet alablanc (Sarothrura ayresi).
- rasclet de Böhm (Sarothrura boehmi).
- rasclet elegant (Sarothrura elegans).
- rasclet de Madagascar (Sarothrura insularis).
- rasclet cap-rogenc (Sarothrura lugens).
- rasclet perlat (Sarothrura pulchra).
- rasclet de Vieillot (Sarothrura rufa).
- rasclet de Waters (Sarothrura watersi).